# Миллер, Джордж Уильям
Джордж Уи́льям Ми́ллер (англ. George William Miller; 9 марта 1925 — 17 марта 2006) — 65-й министр финансов США с 1979 по 1981 год.

## Ранние годы и карьера
Уильям Миллер родился в Сапалпе, Оклахома. Немногим позднее его семья переехала в город Борджер — самый крупный город в округе Хатчинсон, Техас, где Миллер провёл своё детство. После посещения колледжа «Амарилло» в период с 1941 по 1942 год Миллер получил распределение в Академию береговой охраны США. Окончил её в 1945 году, получив степень бакалавра наук в области морской инженерии и нёс службу до 1949 года в звании офицера Береговой охраны на Дальнем Востоке и Западном побережье Соединённых Штатов. Во время своей службы в Береговой охране он познакомился и позже женился на Ариадне Рогожарски, русской эмигрантке.
В 1952 году получил степень в юриспруденции и устроился в юридическую фирму Cravath, Swaine & Moore в Нью-Йорке.
В марте 1978 года был назначен председателем совета управляющих Федеральной резервной системы США.